# فرانکلین د. روزولت (متروی پاریس)
فرانکلین د. روزولت (انگلیسی: Franklin D. Roosevelt) یکی از ایستگاه‌های خط ۱ و خط ۹ متروی پاریس است که در سال ۱۹۰۰ میلادی تأسیس شده. این ایستگاه با بیش از ۹ میلیون مسافر در سال (۲۰۱۹)، نوزدهمین ایستگاه شلوغ در سیستم متروی پاریس است.

## نگارخانه

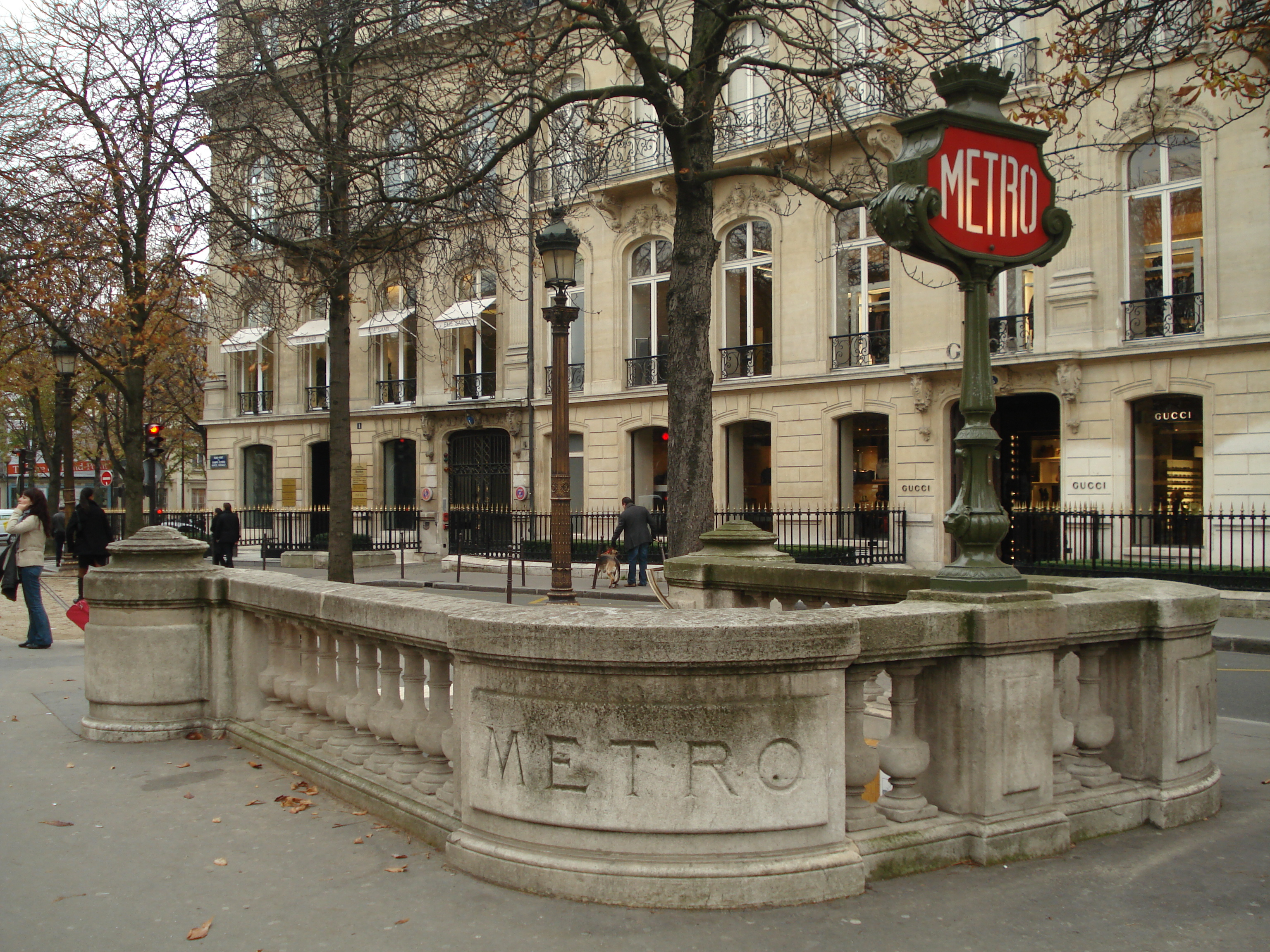
ورودی ایستگاه
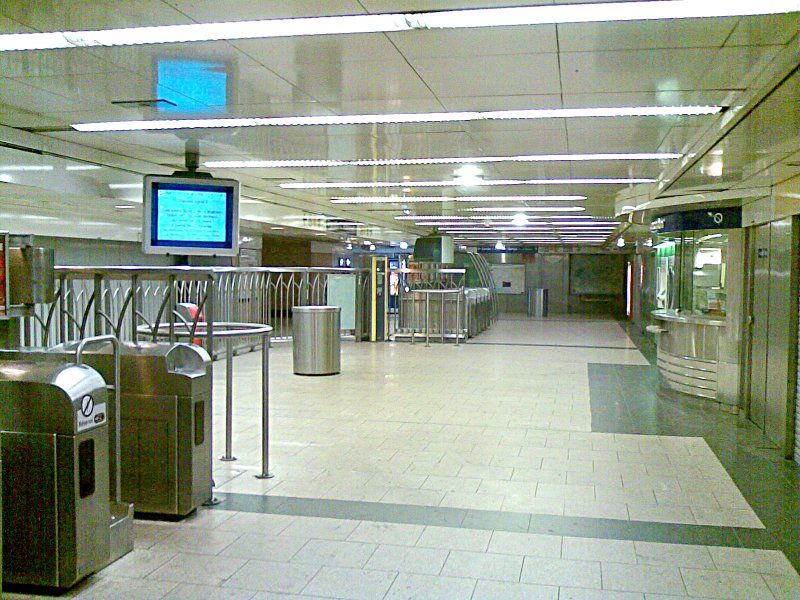
گیت بلیط
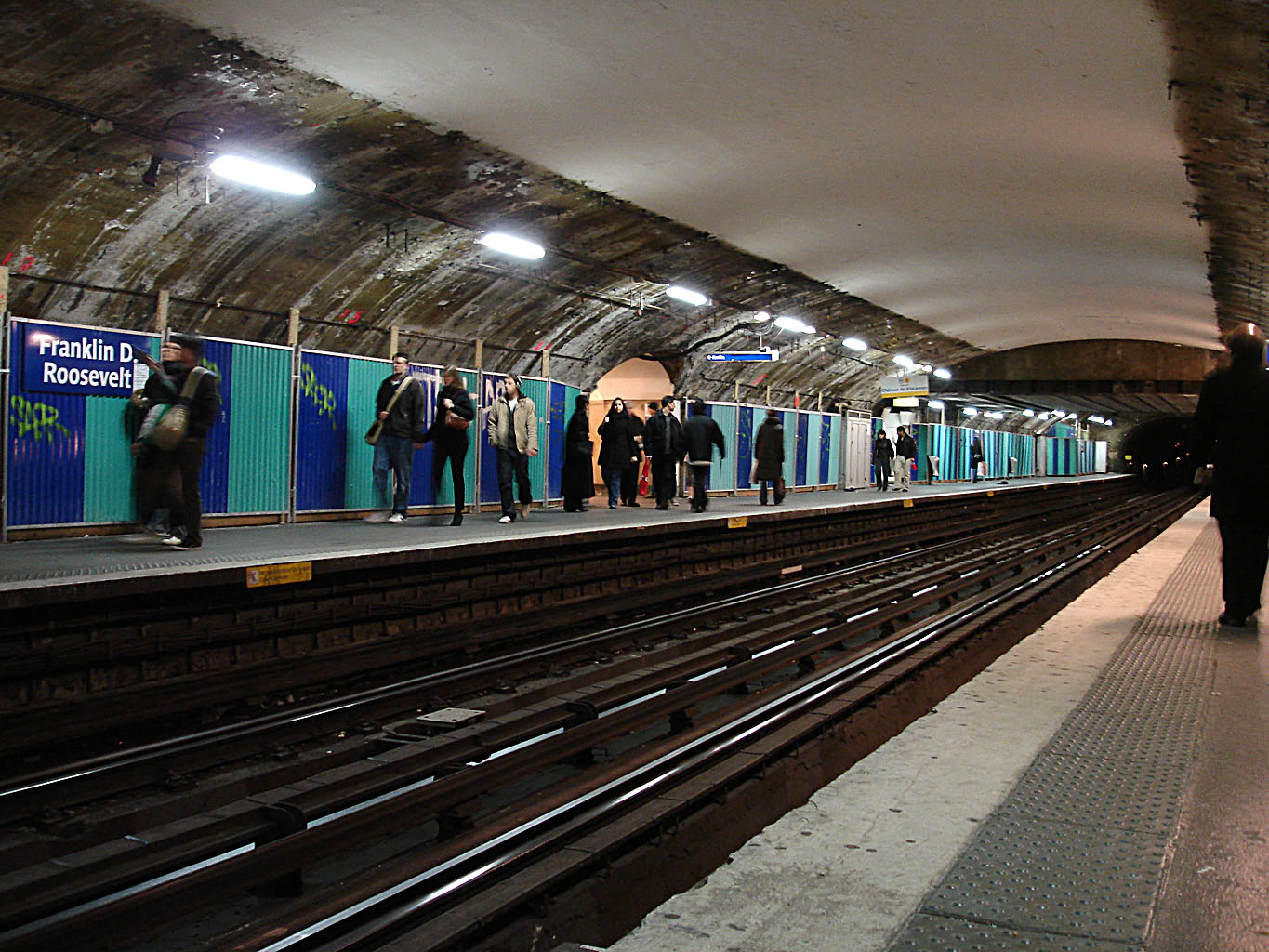
سکوهای خط ۱ در زمان بازسازی ۲۰۰۸.
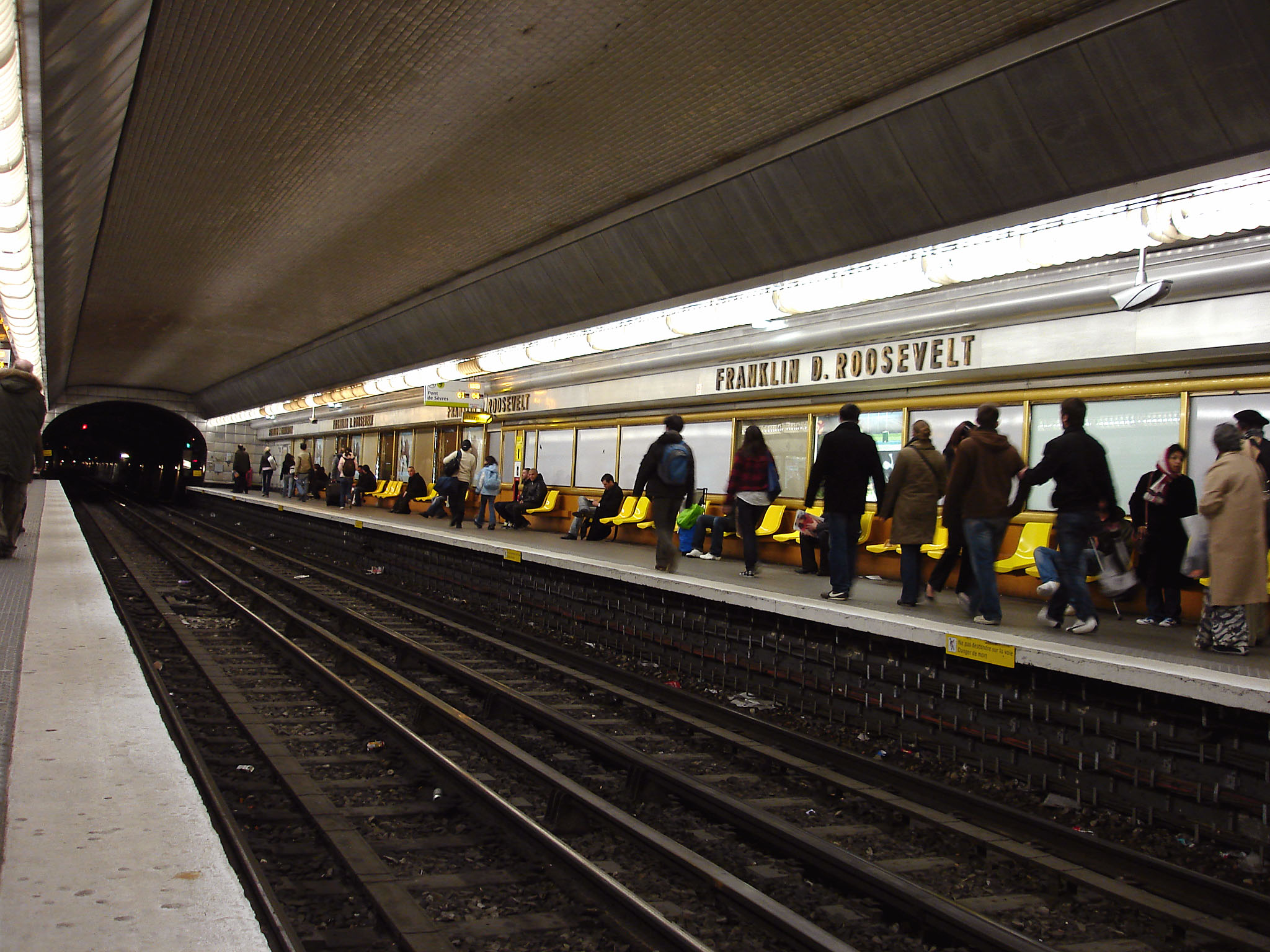
سکوهای خط ۹
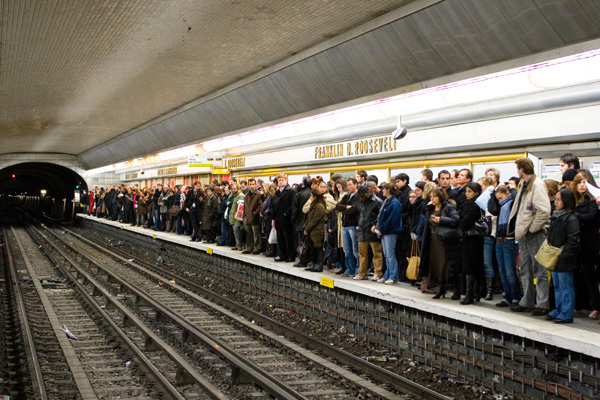
خط ۹ در روز اعتصاب در  ۲۰۰۷